# 1967
Het jaar 1967 is een jaartal volgens de christelijke jaartelling.

## Gebeurtenissen
januari
- 1 - Het sportprogramma Langs de Lijn wordt voor het eerst uitgezonden op de Nederlandse radio.
- 2 - Voor het eerst wordt reclame uitgezonden op de Nederlandse televisie. Echter niet op zondag en christelijke feestdagen.
- 10 - In Den Haag wordt het huwelijk voltrokken tussen prinses Margriet en Pieter van Vollenhoven.
- 14 - In Togo neemt het leger de macht over van president Nicolas Grunitzky.
- 14 - In de Russische stad Togliatti aan de Wolga wordt de eerste paal geslagen voor een nieuwe autofabriek, waar samen met FIAT de Lada zal worden gebouwd.
- 27 - De Apollo 1-cabine vliegt tijdens een oefening op de grond in brand, alle drie astronauten komen om.
- 31 -  Het Protocol van New York of voluit het Protocol betreffende de status van vluchtelingen, New York, 31 januari 1967 wordt door de Verenigde Naties opgesteld als aanvulling op het VN-Vluchtelingenverdrag uit 1951
- 31 - De laatste stoomlocomotief verdwijnt van het Belgische spoornet.

februari
- 14 - Met het verdrag van Tlatelolco worden Latijns-Amerika en het Caribisch Gebied kernwapenvrij.
- 15 - D66 doet voor het eerst mee bij de Kamerverkiezingen, en behaalt zeven zetels.
- 17 - Het Manhattanplan voor Brussel wordt goedgekeurd door toedoen van eerste minister Paul Vanden Boeynants. De Noordwijk zal stuk voor stuk omgevormd worden van volkswijk tot kantorenwijk.

maart
- 6 - Svetlana Alliloejeva, dochter van Jozef Stalin, vraagt asiel aan in de VS.
- 15 - Radio 227, de opvolger van zeezender Radio Dolfijn begint met uitzendingen vanaf het zendschip Laissez Faire, en wordt in drie maanden tijd een populaire popzender.
- 18 - De Liberiaanse tanker Torrey Canyon loopt ten zuiden van Engeland op de rotsen, wat leidt tot de eerste grote milieuramp op zee.
- 26 - Verschijning van de encycliek Populorum Progressio van paus Paulus VI.
- 26 -  De Amerikaanse zakenman Jim Thompson die de Thaise zijde-industrie tot bloei heeft gebracht, verdwijnt spoorloos in Maleisië.

april
- 15 - Arie den Hartog wint de tweede editie van de Amstel Gold Race.
- 21 - In Griekenland grijpt kort voor de parlementsverkiezingen een groep uiterst rechtse kolonels de macht. De leiders Papadopoelos en Pattakos worden ministers in een kabinet geleid door opperrechter Kollias.
- 22 - De Amerikaan Randy Matson brengt het wereldrecord kogelstoten op 21,78 meter.
- 23 - De eerste bemande vlucht met een Sojoez, met aan boord kosmonaut Vladimir Komarov, stort te pletter bij de landing.
- 27 - Geboorte Prins Willem-Alexander.
- 28 - McDonnell Aircraft gefuseerd met Douglas Aircraft Company, met als nieuwe naam McDonnell Douglas.
- 30 - De zeezender Radio Veronica introduceert het fenomeen drive-inshow. De eerste drive-inshow wordt gepresenteerd door Joost den Draaijer en Jan van Veen.

mei
- 2 - De eerste hoogoven van Sidmar wordt in gebruik genomen.
- 9 - Een prototype (de PH-JHG) van het eerste door Fokker gebouwde verkeersvliegtuig met straalmotoren, de Fokker F28 Fellowship, maakt zijn eerste vlucht vanaf luchthaven Schiphol.
- 9 - Burgemeester Van Hall van Amsterdam dient zijn ontslag in. Zijn positie is onhoudbaar geworden door de escalatie van geweld en tegengeweld van politie en provo's, de rellen bij het huwelijk van de kroonprinses en het bouwvakkersoproer van 1966.
- 10 - Oprichting van de Alkmaar Zaanstreek-combinatie (AZ '67), de voorloper van het huidige AZ, na een fusie tussen Alkmaar '54 en FC Zaanstreek.
- 16 - Jacques Brel geeft zijn laatste concert. Als reden voor zijn afscheid noemt hij dat hij bang is om zijn artistieke scherpte te verliezen.
- 22 - Het warenhuis Innovation in het centrum van Brussel brandt volledig uit. Het is de rampzaligste brand in de Belgische geschiedenis met 323 doden en vermisten en 150 gewonden.
- 30 - Afscheiding van de oostelijke deelstaat van Nigeria; uitroeping van de onafhankelijke staat Biafra. Begin van een bloedige burgeroorlog.
- 31 - Instelling van het bisdom Hasselt, afgesplitst van het bisdom Luik.

juni
- 2 - In West-Berlijn wordt de student Benno Ohnesorg neergeschoten tijdens een demonstratie tegen het bezoek van de Sjah van Iran.
- 5-10 - Zesdaagse Oorlog tussen verschillende Arabische landen en Israël. Israël bezet de Sinaï; Egypte wordt verslagen.
- 16 t/m 18 - Het Monterey International Pop Music Festival vindt plaats op de Monterey County Fairgrounds in Monterey, Californië. Het wordt beschouwd als hoogtepunt van de Summer of Love.
- 25 - Tornado van 25 juni 1967. Een windhoos van ongekende kracht jaagt over delen van Zuid-Nederland. In Tricht vallen 5 doden en 20 gewonden. In België wordt vooral Oostmalle - nu deelgemeente van de gemeente Malle - getroffen, met 135 verwoeste huizen.
- 26 - Bij Barclays Bank in Noord-Londen wordt de eerste geldautomaat geplaatst.

juli
- 1 - De Europese Economische Gemeenschap krijgt een gemeenschappelijke graanmarkt.
- 12 - In Newark (New Jersey) breken rassenrellen uit na de arrestatie van een zwarte taxichauffeur. Ze duren vier dagen en er vallen 26 doden.
- 13 - Ronde van Frankrijk: de Britse wielrenner Tommy Simpson sterft bij de beklimming van de Mont Ventoux.
- 23 - De Franse wielrenner Roger Pingeon wint de Ronde van Frankrijk.
- 23 - Openingsceremonie van de vijfde Pan-Amerikaanse Spelen, gehouden in Winnipeg.
- 24 - President De Gaulle van Frankrijk woont het eeuwfeest van Canada bij. In Montreal roept hij tot een uitzinnige menigte: "Vive le Quebec libre".
- 28 - Het eerste bloot op de Nederlandse televisie: de actrice Phil Bloom loopt naakt door het beeld en vertoont haar slechts door een bloemenslinger bedekte lichaam in het VPRO-programma Hoepla.

augustus
- 8 - Indonesië, de Filipijnen, Maleisië, Singapore en Thailand richten een samenwerkingsverband op: de ASEAN.
- 13 - In België wordt de alcoholtest voor automobilisten ingevoerd.
- 30 - Oprichting van de Stichting Ideële Reclame.
- 31 - In de Haven van Rotterdam komt het eerste containerschip bij de ECT voor de wal, de Atlantic Span van rederij ACL.

september
- 1 - De zogenaamde Resolutie van Khartoem wordt uitgegeven na een conferentie van de leiders van acht Arabische staten. De conferentie volgde op de Zesdaagse Oorlog tussen Israël en de Arabische wereld. De landen zeggen drie maal neen tegen vrede met Israel.
- 2 - Doop van Prins Willem-Alexander der Nederlanden in de Grote of Sint-Jacobskerk in Den Haag.
- 3 - Eddy Merckx wordt in Heerlen wereldkampioen wielrennen.
- 3 - Zweden schakelt over van links- naar rechtsrijden, zie Dagen H
- 21 - Eerste kleurenuitzending op de Nederlandse televisie. Ageeth Scherphuis heeft een gele jurk aangedaan om de in grijs gestoken minister Leo de Block aan te kondigen. Plaats van uitzending: de Firato in Amsterdam.
- 28 - De eerste bewoners betrekken Lelystad.

oktober
- 4 - Hassanal Bolkiah Mu'izzaddin Waddaulah wordt de sultan van Brunei
- 9 - Che Guevara wordt in opdracht van de CIA door het Boliviaanse leger geëxecuteerd.
- 26 - Mohammad Reza Pahlavi, Sjah van Perzië sinds 1941, kroont zichzelf tot keizer.

november
- 5 - Dertigduizend Vlaamse betogers in Antwerpen eisen het vertrek van de Franstalige studenten uit Leuven.
- 6 - De Koningin Julianabrug-in-aanbouw over de Sint Annabaai op Curaçao stort in, waarbij zestien arbeiders omkomen.
- 18 - In het televisieprogramma Bij Dorus op schoot zingt de 3-jarige Corrina Konijnenburg een geheel eigen versie van het aloude lied Poessie mauw.
- 22 - De Veiligheidsraad van de Verenigde Naties aanvaardt resolutie 242 als reactie op de Zesdaagse Oorlog.
- 28 - De Britse astrofysicus Jocelyn Bell ontdekt de eerste pulsar en daarmee de eerste neutronenster.

december
- 3 - Een team van chirurgen onder leiding van Christiaan Barnard voert in Kaapstad de eerste harttransplantatie uit: de 57-jarige Louis Washkansky krijgt het hart van een verongelukte jonge vrouw; hij zal overigens 3 weken later aan longontsteking overlijden. Een tweede harttransplantatie, een maand later door hetzelfde team, bij tandarts Blaiberg, blijkt meer succes te hebben.
- 9 - Nicolae Ceauşescu wordt tot staatshoofd van Roemenië benoemd.
- 9 - Tijdens een concert van The Doors in het Amerikaanse New Haven wordt zanger Jim Morrison gearresteerd wegens het ophitsen van het publiek tegen de politie.
- 13 - De Utrechtse politie denkt met de arrestatie van Hans van Zon een aantal geruchtmakende roofmoorden te hebben opgelost.
- 14 - Arthur Kornberg stelt als eerste een kunstmatig virus (ΦX174) samen.
- 15 - De Silver Bridge in Point Pleasant (West Virginia, Verenigde Staten) stort zonder aanwijsbare oorzaak in. Hierbij komen 46 mensen om het leven.

zonder datum
- Nadat de Internationale Commissie voor Maten en Gewichten in 1956 de seconde een eerste definitie heeft gegeven, wordt na de introductie van de atoomklok de tijdseenheid uiterst nauwkeurig gedefinieerd en internationaal vastgelegd.
- Oprichting van de New Jersey Nets (toen nog New Jersey Americans) in de NBA.

## Muziek

### Klassieke muziek
- 25 april: eerste uitvoering van Guernica van Leonardo Balada
- 9 juni: eerste uitvoering van de totale Tweede Symfonie van Witold Lutosławski
- 23 augustus: eerste uitvoering van Strijkkwartet nr. 9 van Vagn Holmboe
- september: eerste uitvoering van Dialoog voor cello en zeven instrumentalisten van Alfred Schnittke

### Populaire muziek
De volgende platen worden top 3-hits in de Veronica Top 40:
- Bee Gees - Holiday, Massachusetts, Spicks And Specks en World
- Boudewijn de Groot - Land Van Maas en Waal
- Dave Davies - Death of a Clown
- Dave Dee Dozy Beaky Mick & Tich - Zabadak
- Dave Garrick - Dear Mrs. Applebee
- Engelbert Humperdinck - Release Me
- Frank & Nancy Sinatra - Somethin' Stupid
- John Woodhouse - Melodia
- Johnny & Rijk - De bostella
- Keith West - Excerpt From a Teenage Opera
- Manfred Mann - Ha! Ha! Said The Clown
- O'Hara's Playboys - Spicks And Specks
- Petula Clark / Harry Secombe - This is my Song
- Procol Harum - A Whiter Shade of Pale en Homburg
- Ray Charles - Here we go Again
- Sandie Shaw - Puppet on a String
- Scott McKenzie - San Francisco
- Small Faces - Itchycoo Park
- The Beach Boys - Then I Kissed Her
- The Beatles - All You Need is Love, Hello, Goodbye, Magical Mystery Tour, Penny Lane en Strawberry Fields Forever
- The Box Tops - The Letter
- The Easybeats - Friday on my Mind
- The Herd - From The Underworld
- The Kinks - Mr. Pleasant en Waterloo Sunset
- The Monkees - I'm a Believer
- The Ro-d-Ys - Take Her Home
- The Rolling Stones - Let's Spend the Night Together/Ruby Tuesday en We Love You/Dandelion
- The Spencer Davis Group - Time Seller
- Tom Jones - Green Green Grass of Home
- Whistling Jack Smith - I Was Kaiser Bill's Batman
- Willy & Willeke Alberti - Dat Afgezaagde Zinnetje

## Beeldende kunst

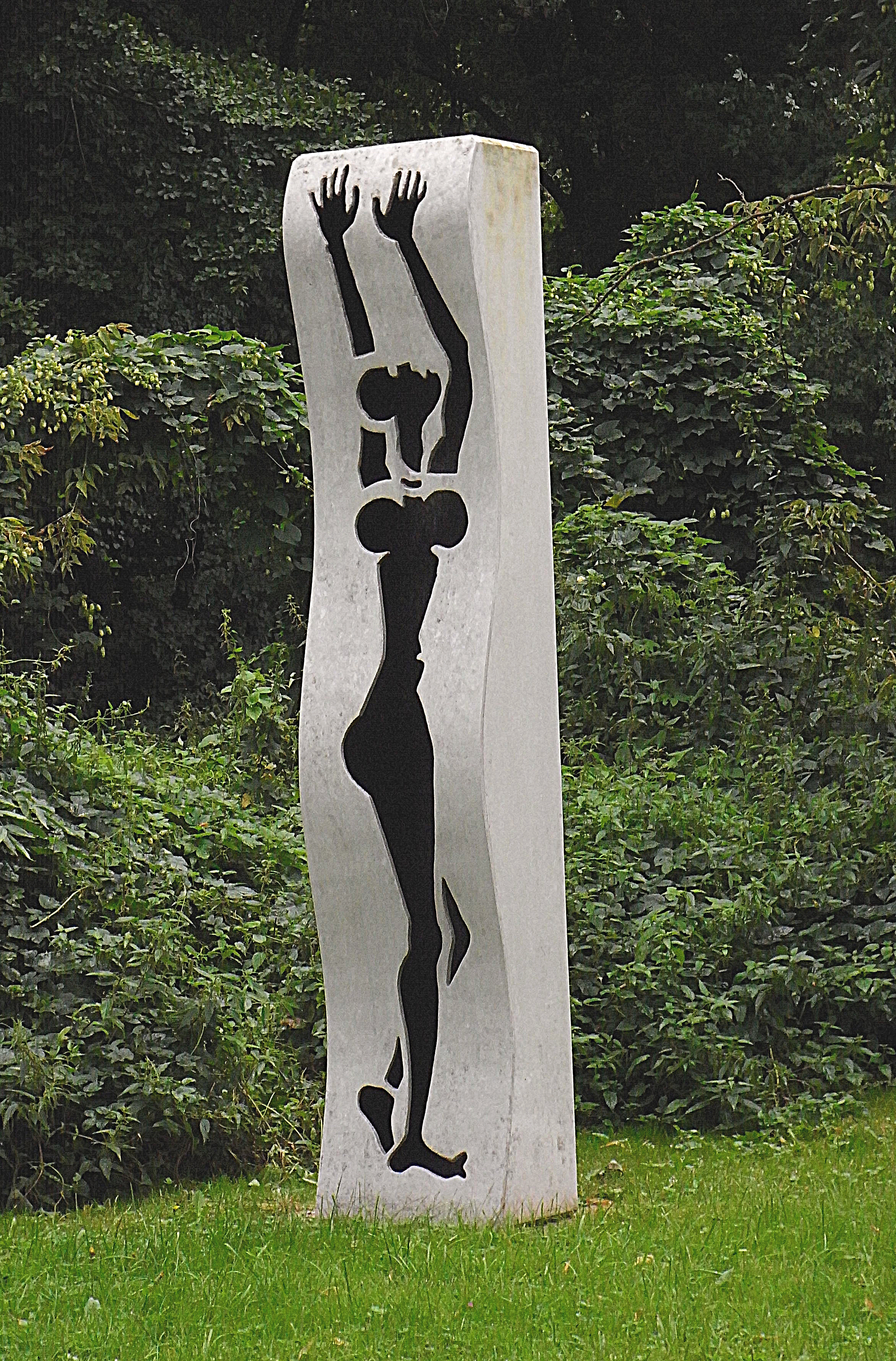
'Silhouette einer Tänzerin (1967) Alexander Gonda, Berlijn
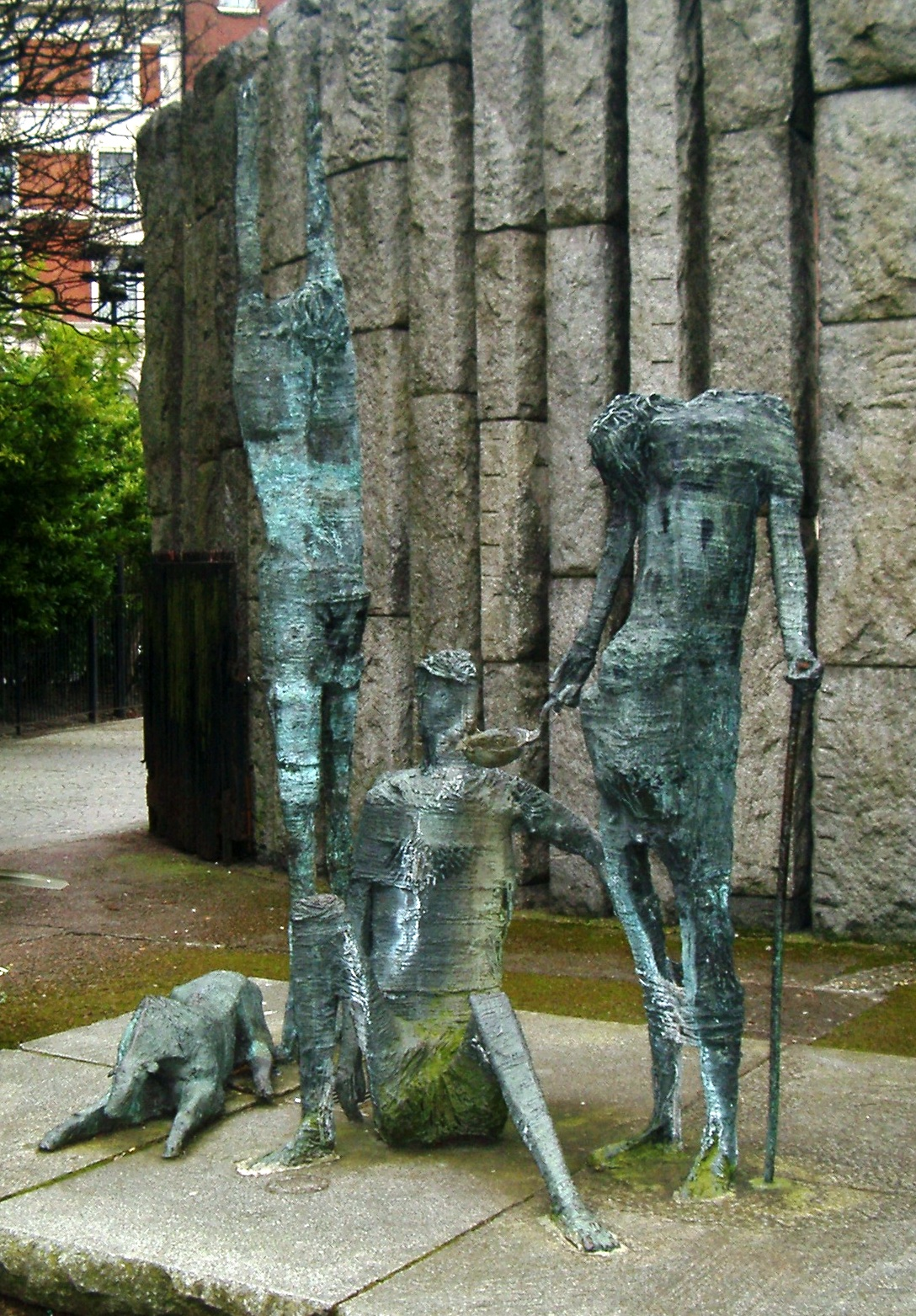
Famine Memorial (1967) Edward Delaney, St. Stephen's Green, Dublin

## Bouwkunst

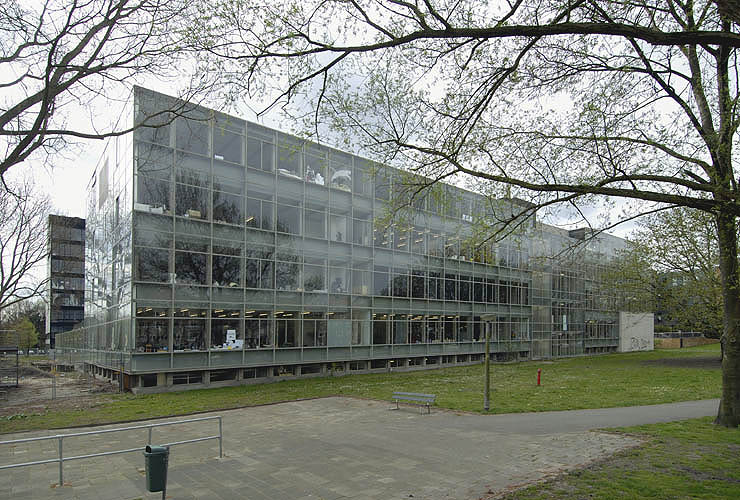
Gerrit Rietveld Academie (1967) Gerrit Rietveld

## Geboren

### januari
- 1 - John Digweed, Engels dj en muziekproducent
- 1 - Spencer Tunick, Amerikaans fotograaf
- 2 - Peter De Backer, Belgisch biljarter
- 2 - Basile Boli, Frans-Ivoriaans voetballer
- 2 - Tia Carrere, Amerikaanse actrice
- 2 - Jón Gnarr, IJslands acteur en politicus
- 3 - Magnus Gustafsson, Zweeds tennisser
- 3 - Sam Lok, Hongkongs autocoureur
- 4 - Bent Christensen, Deens voetballer
- 4 - Erik Schoefs, Belgisch wielrenner
- 5 - David Donohue, Amerikaans autocoureur
- 5 - Joe Flanigan, Amerikaans acteur
- 5 - Nada van Nie, Nederlands actrice en televisiepresentatrice
- 5 - Markus Söder, Beiers minister-president
- 6 - Marcel Gerritsen, Nederlands mountainbiker en veldrijder
- 6 - Tanja Jess, Nederlands actrice
- 7 - Nick Clegg, Brits politicus
- 8 - Hollis Conway, Amerikaans atleet
- 8 - R. Kelly, Amerikaans R&B-zanger
- 9 - Claudio Caniggia, Argentijns voetballer
- 9 - Edwin Jansen, Nederlands artiestenmanager
- 9 - Dave Matthews, Amerikaans muzikant en gitarist
- 9 - Kazimierz Moskal, Pools voetballer
- 10 - Trini Alvarado, Amerikaanse actrice
- 10 - Jan Åge Fjørtoft, Noors voetballer
- 11 - Jörg Kalt, Duits journalist, filmregisseur en scriptschrijver (overleden 2007)
- 11 - Monika Sie Dhian Ho, Nederlands politicologe
- 11 - Marc Oortman, Nederlands priester
- 11 - Eric Smit, Nederlands journalist en publicist
- 12 - Marco Boogers, Nederlands voetballer
- 12 - Grigori Jegorov, Sovjet-Russisch/Kazachs atleet
- 12 - Meho Kodro, Bosnisch voetballer en voetbalcoach
- 14 - Emily Watson, Engels actrice
- 15 - Peter Van De Velde, Vlaams acteur
- 16 - Grzegorz Gajdus, Pools atleet
- 16 - Alberto Puig, Spaans motorcoureur
- 16 - Radosław Romanik, Pools wielrenner
- 16 - Ivo Ron, Ecuadoraans voetballer
- 18 - Pieter Huistra, Nederlands voetballer en voetbaltrainer
- 18 - Iván Zamorano, Chileens voetballer
- 19 - Álvaro Mejía, Colombiaans wielrenner
- 19 - Michael Schjønberg, Deens voetballer en voetbalcoach
- 20 - Kellyanne Conway, Amerikaans politiek adviseur
- 20 - Agnes Kant, Nederlands politica
- 21 - Alfred Jermaniš, Sloveens voetballer
- 21 - Artashes Minasian, Armeens schaker
- 22 - Olivia d'Abo, Brits actrice
- 22 - Nick Gillingham, Brits zwemmer
- 22 - Nadezjda Rjasjkina, Russisch atlete
- 23 - Magdalena Andersson, Zweeds sociaaldemocratisch politica; premier sinds 2021
- 25 - David Ginola, Frans voetballer
- 25 - Robert Havekotte, Nederlands waterpoloër
- 25 - Nicole Uphoff, Duits amazone
- 27 - Marjet van Zuijlen, Nederlands politica
- 28 - Dag-Eilev Fagermo, Noors voetballer en voetbalcoach
- 28 - Rudolph van Veen, Nederlands televisiekok
- 29 - Ad Verbrugge, Nederlands filosoof en musicus
- 31 - Chad Channing, Amerikaans drummer
- 31 - Wybren van Haga, Nederlands politicus

### februari
- 1 - Meg Cabot, Amerikaans schrijfster
- 2 - Laurent Nkunda, Congolees rebellenleider
- 2 - Kees Torn, Nederlands tekstschrijver en cabaretier
- 3 - Mika-Matti Paatelainen, Fins voetballer en voetbalcoach
- 3 - Aurelio Vidmar, Australisch voetballer
- 4 - Silvia Felipo, Andorrees atlete
- 5 - Marc Hallemeersch, Belgisch atleet
- 7 - Richie Burnett, Welsh darter
- 7 - Andrea Evers, Nederlands gezondheidspsycholoog en hoogleraar (overleden 2025)
- 8 - Laurent Madouas, Frans wielrenner
- 10 - Laura Dern, Amerikaans actrice
- 10 - Jacky Durand, Frans wielrenner
- 11 - Uwe Daßler, Oost-Duits zwemmer
- 12 - Hermione Norris, Engels actrice
- 13 - Tadayuki Okada, Japans motorcoureur
- 14 - Lisa Larsson, Zweeds soprane
- 14 - Mark Rutte, Nederlands minister-president
- 15 - Paula Udondek, Nederlands actrice, televisiepresentatrice, columniste en schrijfster
- 16 - Julia Isídrez, Paraguayaans keramiekkunstenaar
- 16 - A Guy Called Gerald (Gerald Simpson), Britse danceproducer
- 17 - Roberto Sighel, Italiaans schaatser
- 18 - Roberto Baggio, Italiaans voetballer
- 18 - Colin Jackson, Brits atleet
- 18 - Sophie Pécriaux, Waals politica
- 18 - Harry Van Barneveld, Belgisch judoka
- 20 - Paul Accola, Zwitsers alpineskiër
- 20 - Kurt Cobain, Amerikaans muzikant (overleden 1994)
- 20 - Eduardo Iturralde González, Spaans voetbalscheidsrechter
- 20 - Lili Taylor, Amerikaans actrice
- 21 - Leroy Burrell, Amerikaans atleet
- 21 - Patrick Lodewijks, Nederlands voetbaldoelman
- 23 - Tetsuya Asano, Japans voetballer
- 24 - Brian Schmidt, Australisch astronoom en Nobelprijswinnaar
- 25 - Nick Leeson, Brits effectenhandelaar
- 25 - Julio Granda Zuniga, Peruviaans schaker
- 26 - Mandana Jones, Brits televisieactrice
- 26 - Linda Keijzer, Nederlandse zakenvrouw
- 27 - Jonathan Ive, Amerikaans ontwerper van de iPad en iPod
- 28 - Terry Rymer, Brits motorcoureur en autocoureur

### maart
- 1 - Aron Winter, Nederlands voetballer van Surinaamse afkomst
- 2 - Alexander Vencel, Slowaaks voetballer
- 3 - Claudio Arbiza, Uruguayaans voetballer
- 3 - Naser Orić, Bosnisch militair
- 3 - Hans Teeuwen, Nederlands cabaretier
- 3 - Aleksandr Volkov, Russisch tennisser (overleden  2019)
- 4 - Michael Andersson, Zweeds wielrenner
- 4 - Isabelle Simonis, Belgisch politica
- 4 - Kubilay Türkyilmaz, Zwitsers voetballer
- 5 - Alex Malachenko, Belgisch atleet
- 6 - Thomas Acda, Nederlands cabaretier en zanger
- 6 - Glenn Greenwald, Amerikaans advocaat, journalist en schrijver
- 6 - Ben Sluijs, Belgische jazzsaxofonist, fluitist en componist
- 8 - Gerard Kemkers, Nederlands schaatser en schaatscoach
- 8 - Udo Quellmalz, Duits judoka
- 9 - Eric Flaim, Amerikaans schaatser
- 9 - Esther-Mirjam Sent, Nederlands econome en politica
- 10 - Daichi Suzuki, Japans zwemmer
- 11 - Renzo Gracie, Braziliaans vechtsporter
- 11 - Jean-Guihen Queyras, Frans musicus
- 12 - Wim Rigter, Nederlands radio-dj (overleden 2004)
- 12 - Julio Dely Valdés, Panamees voetballer
- 13 - Pieter Vink, Nederlands voetbalscheidsrechter
- 14 - Ľubomír Faktor, Slowaaks voetballer
- 16 - Tracy Bonham, Amerikaans zangeres en muzikant
- 16 - Lauren Graham, Amerikaanse actrice
- 16 - Andy Hamilton, Engels darter
- 16 - Gino Van Geyte, Belgisch atleet
- 17 - Billy Corgan, Amerikaans rockmuzikant
- 17 - Nathalie Marquay, Frans model, presentatrice en actrice; Miss Frankrijk 1987
- 17 - Anders Roth, Fins voetballer
- 19 - Dion Graus, Nederlands politicus (PVV)
- 20 - Igor Poljanski, Russisch zwemmer
- 20 - Jonas Thern, Zweeds voetballer
- 21 - Willem Noorduin, Nederlands paralympisch sporter
- 21 - Owen Schumacher, Nederlands tekstschrijver, stand-upcomedian en jurist
- 22 - Mario Cipollini, Italiaans wielrenner
- 24 - Keiichi Kitagawa, Japans motorcoureur
- 25 - Frits van Eerd, Nederlands ondernemer en autocoureur
- 25 - Gilson Simões de Souza, Braziliaans-Ecuadoraans voetballer
- 25 - Eddy Zoëy, Nederlands televisiepresentator
- 27 - Talisa Soto, Amerikaanse actrice
- 31 - Cobus Bosscha, Nederlands radio-dj en sidekick van Edwin Evers
- 31 - Ľubomír Luhový, Slowaaks voetballer
- 31 - Agustín Moreno, Mexicaans tennisser

### april
- 2 - Erik van Trommel, Nederlands artiest en televisiepresentator
- 4 - Juli Furtado, Amerikaans wielrenster en mountainbikester
- 4 - Edith Masai, Keniaans atlete
- 5 - Erland Johnsen, Noors voetballer en voetbalcoach
- 6 - Kenichi Suzuki, Japans atleet
- 7 - Alex Christensen, Duits diskjockey en producer
- 7 - Bodo Illgner, Duits voetballer
- 8 - Isabel Leybaert, Vlaams actrice
- 9 - Sacha de Boer, Nederlands nieuwspresentatrice
- 9 - Sam Harris, Amerikaans filosoof en non-fictie auteur
- 12 - Pim Haaksman, Nederlands chef-kok en televisiekok
- 12 - Martin Schmidt, Zwitsers voetballer en voetbalcoach
- 12 - Nicolae Țaga, Roemeens roeier
- 13 - Saskia Noort, Nederlands schrijfster, journaliste en columniste
- 14 - Klaas Knot, Nederlands ambtenaar en bankier
- 16 - Bart de Graaff, Nederlands televisiepresentator en oprichter BNN (overleden 2002)
- 17 - Paul Nanne, Nederlands honkballer en honkbalcoach
- 18 - Paul Jones, Welsh voetballer
- 19 - Herri Torrontegui, Spaans motorcoureur
- 20 - Raymond van Barneveld, Nederlands darter
- 20 - Anouchka van Miltenburg, Nederlands journaliste en politica
- 21 - Gianluca Tonetti, Italiaans wielrenner (overleden 2023)
- 22 - Sheryl Lee, Amerikaans actrice
- 22 - Cécile Nowak, Frans judoka
- 23 - Katia Alens, Vlaams model, presentatrice, actrice en zangeres
- 23 - Melina Kanakaredes, Amerikaans actrice
- 23 - Kari-Pekka Laaksonen, Fins autocoureur
- 23 - Paul Tang, Nederlands econoom en politicus
- 24 - Anton Goudsmit, Nederlands jazzgitarist
- 25 - Angel Martino, Amerikaans zwemster
- 27 - Willem-Alexander, koning van Nederland
- 27 - Jennifer Gutierrez, Amerikaans triatlete
- 27 - Mick Harren, Nederlands zanger
- 28 - Michel Andrieux, Frans roeier
- 28 - Dario Hübner, Italiaans voetballer
- 28 - Kari Wührer, Amerikaans actrice en producer
- 29 - Piet Hein Eek, Nederlands ontwerper
- 29 - Maike Meijer, Nederlands actrice en scenarioschrijfster
- 30 - Anne-Wil Duthler, Nederlands politica en ondernemer

### mei
- 1 - Jelena Afanasjeva, Sovjet-Russisch/Russisch atlete
- 1 - Manon Ruijters, Nederlands pedagoog
- 2 - Kerryn McCann, Australisch atlete (overleden 2008)
- 2 - Tonia Oliviers, Belgisch atlete
- 6 - Risto Laakkonen, Fins schansspringer
- 7 - Tom Van Landuyt, Vlaams acteur
- 7 - Vincent Radermecker, Belgisch autocoureur
- 9 - Elle van Rijn, Nederlands actrice
- 11 - Anna Achmanova, Nederlands celbioloog
- 11 - Sue Gardner, Canadees directeur van de Wikimedia Foundation
- 11 - Emmanuelle Haïm, Franse pianiste en dirigente
- 12 - Stef Wauters, Vlaams journalist
- 14 - Jan Roegiers, Vlaams politicus
- 15 - Simen Agdestein, Noors schaker en voetballer
- 17 - Kelsey Nakanelua, sprinter uit Amerikaans-Samoa
- 18 - Heinz-Harald Frentzen, Duits autocoureur
- 18 - Robert Ginyard, Amerikaanse hiphopartiest
- 19 - Geraldine Somerville, Iers actrice
- 20 - Prins Paul, kroonprins van Griekenland
- 20 - Tommy Wieringa, Nederlands schrijver
- 21 - Alain Yzermans, Belgisch politicus
- 22 - Stefano Della Santa, Italiaans wielrenner
- 22 - Jeroen Latijnhouwers, Nederlands presentator en nieuwslezer
- 23 - Roberto Caruso, Italiaans wielrenner
- 23 - Peter Plaisier, Nederlands radio-dj
- 23 - Beat Wabel, Zwitsers wielrenner
- 24 - Joost Buitenweg, Nederlands acteur
- 25 - Bettina Berger, Nederlands actrice
- 25 - Luc Nilis, Belgisch voetbaltrainer en voetballer
- 26 - Miguel Duhamel, Canadees motorcoureur
- 26 - Grete Koens, Nederlands atlete
- 26 - Anthonie Wurth, Nederlands judoka
- 27 - Paul Gascoigne, Engels voetballer
- 27 - Kai Pflaume, Duits presentator
- 28 - Kajsa Ollongren, Nederlands bestuurder
- 29 - Noel Gallagher, Brits muzikant
- 29 - Alexandre Gallo, Braziliaans voetballer en trainer
- 30 - Henk Otten, Nederlands politicus
- 31 - Sandrine Bonnaire, Frans actrice

### juni
- 2 - Casper Janssen, alias Tommy Foster en Dennis Jones, Nederlands zanger
- 3 - Tamás Darnyi, Hongaars zwemmer
- 3 - Tonnie Heijnen, Nederlands paralympisch sporter
- 3 - Peter Van den Eynden, Belgisch atleet
- 4 - Alessandro Baronti, Italiaans wielrenner
- 4 - Tjerk Bogtstra, Nederlands tennisser
- 4 - Marie NDiaye, Senegalees-Frans schrijfster
- 5 - Sergej Babkov, Russisch basketballer (overleden 2023)
- 6 - Caroline van der Plas, Nederlands journaliste en politica
- 7 - Andreas Meklau, Oostenrijks motorcoureur
- 7 - Olli Mustonen, Fins pianist
- 7 - Dave Navarro, Amerikaans gitarist en drummer
- 9 - Petri Jakonen, Fins voetballer
- 10 - Charnett Moffett, Amerikaans jazzmuzikant (overleden 2022)
- 12 - Jan De Volder, Belgisch historicus
- 12 - Germano Pierdomenico, Italiaans wielrenner
- 13 - Darren Baker, Amerikaans wielrenner
- 13 - Isa Hoes, Nederlands actrice
- 14 - Ante Miše, Kroatisch voetballer
- 16 - Jürgen Klopp, Duits voetballer en voetbaltrainer
- 16 - Koen Loete, Vlaams politicus
- 16 - Jenny Shimizu, Japans-Amerikaans model
- 17 - Sonya Eddy, Amerikaans actrice (overleden 2022)
- 17 - Marianne Vlasveld, Nederlands triatleet en langlaufster
- 17 - Zinho, Braziliaans voetballer
- 18 - Irene Moors, Nederlands televisiepresentatrice
- 19 - Bjørn Dæhlie, Noors langlaufer
- 19 - Gary Robson, Engels darter
- 19 - Mia Sara, Amerikaanse actrice
- 20 - Nicole Kidman, Amerikaanse actrice
- 20 - Grunde Njøs, Noors oud-langebaanschaatser
- 22 - Menno Bentveld, Nederlands tv-presentator
- 22 - Marc van Hintum, Nederlands voetballer en voetbalbestuurder
- 22 - Andy Smith, Engels darter
- 24 - Corina Crețu, Roemeens politica en journaliste
- 24 - Richard Z. Kruspe, Duits gitarist
- 24 - Sherry Stringfield, Amerikaans actrice
- 25 - Niels van der Zwan, Nederlands roeier
- 26 - Inha Babakova, Sovjet-Russisch/Oekraïens atlete
- 26 - Wilfred Genee, Nederlands televisiepresentator
- 28 - Lars Riedel, Duits atleet
- 29 - Carl Hester, Brits ruiter
- 30 - Veerle Dobbelaere, Vlaams actrice
- 30 - Nitin Ganatra, Engels acteur
- 30 - Silke Renk, Duits atlete
- 30 - Ruddy Walem, Belgisch atleet

### juli
- 1 - Pamela Anderson, Amerikaanse actrice
- 1 - Marisa Monte, Braziliaans zangeres
- 2 - Aleksandar Berelovitsj, Oekraïens schaker
- 4 - Cindy Hoetmer, Nederlands schrijfster en columniste
- 4 - Nicolas Ivanoff, Frans piloot
- 6 - Heather Nova, Bermudaans singer-songwriter
- 6 - Jean-Marc van Tol, Nederlands illustrator, striptekenaar en cartoonist
- 9 - Kevin Stott, Amerikaans voetbalscheidsrechter
- 10 - Virgil Breetveld, Nederlands voetballer
- 12 - Alloy Agu, Nigeriaans voetballer
- 12 - Kevin Painter, Engels darter
- 12 - John Petrucci, Amerikaans hardrockgitarist
- 12 - Bruny Surin, Canadees atleet
- 12 - Steven Thomas, Amerikaans advocaat en autocoureur
- 13 - Barend Courbois, Nederlands bassist
- 13 - Caroline Delplancke, Belgisch atlete
- 13 - Mark McGowan, 30e premier van West-Australië
- 14 - Karsten Braasch, Duits tennisser
- 15 - Adam Savage, Amerikaans special effects-expert en televisiepresentator
- 16 - Luca Coscioni, Italiaans politicus (overleden 2006)
- 17 - Marjan Rintel, Nederlands topbestuurder (NS, KLM)
- 17 - Robert Thornton, Schots darter
- 18 - Nelson Cabrera, Uruguayaans voetballer
- 18 - Vin Diesel, Amerikaans acteur
- 19 - Christian Bergström, Zweeds tennisser
- 19 - Michael Gier, Zwitsers roeier
- 19 - Dumitru Răducanu, Roemeens stuurman bij het roeien
- 20 - Sabine De Vos, Vlaams omroepster, presentatrice en kinderboekenschrijfster
- 20 - Peter Renkens, Belgisch zanger (Confetti's) (overleden 2023)
- 22 - Jordy Beernaert, Belgisch atleet
- 23 - Abdallah Ait-Oud, Belgisch misdadiger
- 23 - Philip Seymour Hoffman, Amerikaans acteur (overleden 2014)
- 23 - Noboru Ueda, Japans motorcoureur
- 24 - Pieter Gruijters, Nederlands paralympisch atleet
- 25 - Paul Groot, Nederlands cabaretier
- 25 - Matt LeBlanc, Amerikaans acteur
- 25 - Ruth Peetoom, Nederlands predikante en politica (partijvoorzitter CDA 2011-2019)
- 26 - Weng Sun Mok, Maleisisch autocoureur
- 26 - Yves Petry, Vlaams filosoof en schrijver
- 26 - Sonya Thomas, Amerikaans sporter
- 27 - Monique Sluyter, Nederlands actrice
- 27 - Patrick Stoof, Nederlands acteur, toneelregisseur en theaterdocent
- 29 - Fadila Laanan, Belgisch politica
- 31 - Gabriele Marotta, Italiaans autocoureur

### augustus
- 1 - Leuntje Aarnoutse, Nederlands kinderboekenschrijfster
- 1 - Hugo Hansen, Noors voetballer
- 1 - José Padilha, Braziliaans scenarioschrijver, filmproducent en filmregisseur
- 1 - Anders Samuelsen, Deens politicus
- 2 - Martin Laamers, Nederlands voetballer (overleden 2025)
- 3 - Skin (Deborah Anne Dyer), Engels zangeres (Skunk Anansie)
- 4 - Marcelo Filippini, Uruguayaans tennisspeler
- 4 - Mike Marsh, Amerikaans atleet
- 4 - Christel Schaldemose, Deens politicus
- 4 - Jana Sorgers, Duits roeister
- 7 - Gilberto Angelucci, Venezolaans voetballer
- 7 - Jeannette Baljeu, Nederlands bestuurder en politicus
- 7 - Steven Dupré, Belgisch stripauteur en illustrator
- 7 - Jolanda Grimbergen, Nederlands schaatsster
- 7 - Jevgeni Platov, Russisch kunstschaatser
- 8 - Marcelo Balboa, Amerikaans voetballer
- 8 - Branislav Brnović, Montenegrijns voetballer en voetbalcoach
- 8 - Uche Okafor, Nigeriaans voetballer (overleden 2011)
- 9 - Ulrich Kirchhoff, Duits/Oekraïens ruiter
- 9 - Wilson Pérez, Colombiaans voetballer
- 10 - Philippe Albert, Belgisch voetballer
- 11 - Massimiliano Allegri, Italiaans voetballer en voetbalcoach
- 11 - Joe Rogan, Amerikaanse podcastgastheer en vechtsporter
- 12 - Emil Kostadinov, Bulgaars voetballer
- 12 - Regilio Tuur, Surinaams-Nederlands bokser
- 13 - Jeanine Áñez, Boliviaans politica
- 13 - Tamara Bos, Nederlands scenario- en kinderboekenschrijfster
- 16 - Daniela Hooghiemstra, Nederlands journaliste en schrijfster
- 16 - Rick Pijpers, Nederlands acteur
- 17 - Michael Preetz, Duits voetballer
- 19 - Frédérique Huydts, Nederlands actrice (overleden 2006)
- 19 - Paul Jansen, Nederlands journalist
- 21 - Bart De Roover, Belgisch voetballer en voetbalcoach
- 22 - Layne Staley, Amerikaans zanger (overleden 2002)
- 24 - Jan Eriksson, Zweeds voetballer
- 24 - Liane den Haan, Nederlands bestuurder en politica
- 25 - Miryanna van Reeden, Nederlands actrice
- 25 - Jeff Tweedy, Amerikaans zanger, gitarist en liedjesschrijver
- 26 - Michael Gove, Brits conservatief politicus
- 27 - Jyrki Huhtamäki, Fins voetballer
- 27 - Bruno Versavel, Belgisch voetballer
- 29 - Jiří Růžek, Tsjechisch kunstfotograaf
- 30 - Barbara Kendall, Nieuw-Zeelands zeilster en IOC-lid
- 30 - Frederique van der Wal, Nederlands model
- 31 - Sybille Schmidt, Duits roeister

### september
- 1 - Carl-Uwe Steeb, Duits tennisser
- 2 - Andreas Möller, Duits voetballer
- 2 - Ruggiero Rizzitelli, Italiaans voetballer
- 4 - Igor Kornejev, Russisch voetballer en voetbaltrainer
- 5 - Matthias Sammer, Duits voetballer en voetbaltrainer
- 6 - Macy Gray, Amerikaans zangeres, liedjeschrijfster en actrice
- 6 - Igor Potapovich, Sovjet-Russisch/Kazachs atleet
- 6 - Igor Štimac, Kroatisch voetballer en voetbalcoach
- 7 - Ron Blaauw, Nederlands chef-kok
- 7 - Claude Ganser, Luxemburgs voetballer
- 7 - Miguel Ángel Guerrero, Colombiaans voetballer
- 9 - B.J. Armstrong, Amerikaans basketballer
- 10 - Pedro Huntjens, Nederlands atleet
- 11 - Harry Connick, Jr., Amerikaans zanger, acteur en pianist
- 11 - Tony David, Australisch darter
- 11 - Dany Theis, Luxemburgs voetballer en voetbaltrainer (overleden 2022)
- 13 - Michael Johnson, Amerikaans atleet
- 13 - E. Lockhart (= Emily Jenkins), Amerikaans schrijfster
- 15 - Wilmer Cabrera, Colombiaans voetballer
- 15 - Marko Myyry, Fins voetballer
- 17 - José Fernando Guerrero, Ecuadoraans voetballer
- 17 - Koen Wauters, Belgisch zanger
- 18 - Ricky Bell, Amerikaans zanger
- 18 - Masami Ihara, Japans voetballer
- 18 - Arben Kucana, Albanees schutter
- 18 - Roberto Rosetti, Italiaans voetbalscheidsrechter
- 20 - Mônica Rodrigues, Braziliaans beachvolleyballer
- 20 - Jarmo Saastamoinen, Fins voetballer
- 20 - Miguel Sanabria, Colombiaans wielrenner (overleden 2006)
- 20 - Richard Witschge, Nederlands voetballer
- 20 - George Morel, Amerikaanse houseproducer
- 22 - Hannes Arch, Oostenrijks piloot (overleden 2016)
- 22 - Harald Hasselbach, Nederlands american-footballspeler (overleden 2023)
- 22 - Rickard Rydell, Zweeds autocoureur
- 24 - Noreena Hertz, Brits econoom en activiste
- 24 - Geir Sundbø, Noors componist
- 25 - Jeff Hartwig, Amerikaans atleet
- 26 - Frankie Andreu, Amerikaans wielrenner
- 27 - Anna Birjoekova, Sovjet-Russisch/Russisch atlete
- 27 - Jacob Svinggaard, Deens voetballer
- 28 - Moon Unit Zappa, Amerikaans zangeres en actrice
- 29 - Brett Anderson, Brits zanger
- 30 - Vladimir Kosse, Moldavisch voetballer

### oktober
- 2 - Frankie Fredericks, Namibisch atleet
- 2 - Thomas Muster, Oostenrijks tennisser
- 3 - Maura Viceconte, Italiaans atlete (overleden 2019)
- 4 - Nick Green, Brits roeier
- 4 - Judith de Klijn, Nederlands presentatrice
- 5 - Rudi Kemna, Nederlands wielrenner en ploegleider
- 5 - Jeroen Olyslaegers, Vlaams schrijver
- 5 - Guy Pearce, Australisch acteur
- 6 - Kennet Andersson, Zweeds voetballer
- 6 - Sergi López Segú, Spaans voetballer (overleden 2006)
- 7 - Toni Braxton, Amerikaans zangeres
- 7 - Ellen ten Damme, Nederlands zangeres en actrice
- 7 - Andrew Dominik, Nieuw-Zeelands resp. Australisch filmregisseur en scenarioschrijver
- 7 - María Corina Machado, Venezolaans politica
- 7 - Csaba Tóth, Hongaars autocoureur
- 8 - Primož Gliha, Sloveens voetballer en voetbalcoach
- 8 - Andro Knel, Surinaams-Nederlands voetballer (overleden 1989)
- 8 - Gert-Jan de Warm, Nederlands acteur
- 8 - Alexander Zorniger, Duits voetballer en voetbalcoach
- 10 - Michael Giacchino, Amerikaans componist
- 10 - William Mutwol, Keniaans atleet
- 10 - Gavin Newsom, Amerikaans politicus
- 12 - Robbert Baruch, Nederlands politicus
- 12 - Susanne Munk Lauritsen, Deens handbalster
- 12 - Frode Olsen, Noors voetballer
- 12 - Lucille Werner, Nederlands televisiepresentatrice
- 13 - Javier Sotomayor, Cubaans atleet
- 14 - Alain Roche, Frans voetballer
- 17 - Pedro González, Chileens voetballer
- 17 - Dmitri Peskov, Russisch diplomaat en presidentieel woordvoerder
- 18 - Matjaž Florjančič, Sloveens voetballer
- 18 - Ralph Kok, Nederlands tennisser
- 18 - Beth Hirsch, Amerikaans zangeres
- 19 - Linda Jansma, Nederlands thrillerschrijfster
- 20 - Akira Ryo, Japans motorcoureur
- 21 - Paul Ince, Engels voetballer en voetbalcoach
- 21 - Reinold Wiedemeijer, Nederlands voetbalscheidsrechter
- 23 - Jaime Yzaga, Peruviaans tennisser
- 25 - Raymond Sapoen, Surinaams politicus
- 27 - Didier Morville (JoeyStarr), Franse rapper
- 27 - Scott Weiland, Amerikaans zanger (overleden 2015)
- 28 - Julia Roberts, Amerikaanse actrice
- 28 - Scott Weiland, Amerikaans rockzanger
- 29 - Thorsten Fink, Duits voetballer en voetbalcoach
- 29 - Joely Fisher, Amerikaanse actrice
- 30 - Gastón Acurio, Peruviaans kok en eigenaar internationale restaurantketens
- 30 - Ilija Lupulesku, Servisch-Amerikaans tafeltennisser
- 31 - Vanilla Ice, Amerikaans rapper
- 31 - Buddy Lazier, Amerikaans autocoureur

### november
- 1 - Henk Angenent, Nederlands schaatser
- 1 - Sophie B. Hawkins, Amerikaans zangeres
- 1 - Carla van de Puttelaar, Nederlands fotografe
- 1 - Miguel Rimba, Boliviaans voetballer
- 2 - Derek Porter, Canadees roeier
- 2 - Zvonimir Soldo, Kroatisch voetballer en voetbalcoach
- 2 - Scott Walker, Amerikaans politicus
- 3 - Antonio Pettigrew, Amerikaans atleet (overleden 2010)
- 3 - John Tomac, Amerikaans mountainbiker
- 3 - Steven Wilson, Brits muzikant en zanger
- 4 - Annemieke Fokke, Nederlands hockeyster
- 4 - Mino Raiola, Italiaans-Nederlands voetbalmakelaar (overleden 2022)
- 7 - David Guetta, Frans dj en dance-pop-producent
- 7 - Marc Hottiger, Zwitsers voetballer
- 8 - Kamar De Los Reyes, Puerto Ricaans-Amerikaans acteur (overleden 2023)
- 8 - José Luís Caminero, Spaans voetballer
- 8 - Courtney Thorne-Smith, Amerikaanse actrice
- 10 - Rémy Belvaux, Waals acteur, producer, regisseur en scenarioschrijver (overleden 2006)
- 10 - Jackie Fairweather, Australisch atlete/triatlete (overleden 2014)
- 11 - Gil de Ferran, Braziliaans autocoureur (overleden 2023)
- 11 - Alex de Jong, Nederlands schrijver
- 12 - Ann Lee, Brits zangeres
- 14 - Cezary Zamana, Pools wielrenner
- 15 - Becky Anderson, Brits televisiejournaliste
- 15 - François Ozon, Frans filmregisseur
- 15 - Gustavo Poyet, Uruguayaans voetballer en voetbalcoach
- 16 - Lisa Bonet, Amerikaanse actrice
- 17 - Mons Ivar Mjelde, Noors voetballer en voetbalcoach
- 17 - Milo Schoenmaker, Nederlands politicus en bestuurder (COA)
- 18 - Robb Holland, Amerikaans autocoureur
- 19 - Yaroslav Blanter, Russisch natuurkundige
- 19 - Oleg Maltsev, Russisch judoka
- 21 - Ken Block, Amerikaans rallyrijder (overleden 2023)
- 21 - Toshihiko Koga  Japans judoka (overleden 2021)
- 21 - Freya North, Brits schrijfster
- 21 - Anatoli Zeroek, Oekraïens atleet
- 22 - Boris Becker, Duits tennisser
- 22 - Mark Ruffalo, Amerikaans acteur
- 22 - Bart Veldkamp, Nederlands-Belgisch schaatser
- 24 - Laurent Deville, Luxemburgs voetballer
- 24 - Kerstin Köppen, Duits roeister
- 24 - Stefan Tewes, Duits hockeyer
- 25 - Anthony Nesty, Surinaams zwemmer
- 25 - Wilco van Rooijen, Nederlands bergbeklimmer
- 25 - Roeland Wiesnekker, Zwitsers toneelspeler
- 26 - Zoltán Kósz, Hongaars waterpoloër
- 27 - João Cunha e Silva, Portugees tennisser
- 28 - Marina Duvekot, Nederlands actrice
- 28 - Anna Nicole Smith, Amerikaanse actrice en model (overleden 2007)
- 29 - Alain Cuypers, Belgisch atleet
- 29 - Andy Scharmin, Nederlands voetballer
- 30 - Yasmine Allas, Somalisch Nederlands schrijfster
- 30 - Gia Dzjisjkariani, Georgisch voetballer

### december

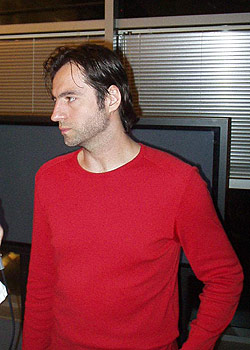
Boris Novković,
25 december 1967

- 1 - Phil Parkinson, Engels voetballer en voetbaltrainer
- 2 - Maarten Hennis, Nederlands cabaretier
- 3 - Ondoro Osoro, Keniaans atleet
- 4 - Adam Paul Tinley (Adamski), Brits danceproducer
- 4 - Guillermo Amor, Spaans voetballer
- 5 - René Shuman, Nederlands zanger
- 5 - Bogdan Stelea, Roemeens voetballer
- 5 - Knez, Montenegrijns zanger
- 5 - Viesturs Meijers, Letslands schaker (overleden 2024)
- 6 - Lucia Rijker, Nederlands boksster en filmactrice
- 6 - Marko Simeunovič, Sloveens voetballer
- 7 - Nina Turner, Amerikaans politica
- 8 - Junkie XL, Nederlands dj en producer
- 10 - Leontine Ruiters, Nederlands televisiepresentatrice
- 13 - Anton Dautzenberg, Nederlands schrijver
- 13 - Jamie Foxx, Amerikaans acteur
- 13 - Andrej Kovatsjev, Bulgaars politicus en ecoloog
- 14 - Jorge Ferreira da Silva, Braziliaans voetballer
- 14 - Hanne Haugland, Noors atlete
- 15 - Carolien Gehrels, Nederlands politica
- 15 - Zep, Zwitsers striptekenaar
- 16 - Donovan Bailey, Jamaicaans-Canadees atleet
- 16 - Miranda Otto, Australisch actrice
- 17 - Luigi Di Agostino (Gigi D'Agostino), Italiaans muzikant en dj
- 18 - Toine van Peperstraten, Nederlands journalist en presentator
- 19 - Criss Angel, Amerikaans goochelaar
- 19 - Charles Austin, Amerikaans atleet
- 20 - Dmitri Bykov, Russisch schrijver
- 21 - Micheil Saakasjvili, President van Georgië
- 22 - Richey James Edwards, Brits gitarist (verdwenen 1995)
- 22 - Martina Voss, Duits voetbalster en voetbalcoach
- 23 - Carla Bruni, Frans-Italiaans model en zangeres
- 23 - Frank Dittrich, Duits langebaanschaatser
- 23 - Stefan Saliger, Duits hockeyer
- 24 - Brecht Rodenburg, Nederlands volleyballer
- 24 - Didier Delesalle, Franse houseproducer
- 25 - Boris Novković, Kroatisch zanger en songwriter
- 26 - Mauro Picotto, Italiaans trance-dj en muziekproducent
- 26 - Rico Steinmann, Oost-Duits voetballer
- 30 - Lei Kit Meng, Macaus autocoureur

### datum onbekend
- Reza Abedini, Iraans grafisch ontwerper en kunstcriticus
- Yoeri Albrecht, Nederlands journalist en cultureel bestuurder
- Eva Brumagne, Belgisch bestuurster en schrijfster
- Rodney Bryce, Amerikaans hiphopartiest (overleden 2014)
- Ffyona Campbell, Brits lange-afstandsloopster
- Taner Ceylan, Turks kunstenaar
- Jolente De Keersmaeker, Belgisch actrice en theaterregisseuse
- Raphaël Drent, Nederlands fotograaf
- Stefaan Fernande, Belgisch songwriter (overleden 2021)
- Viktor Frölke, Nederlands schrijver en filosoof
- Gummbah (= Gertjan van Leeuwen), Nederlands striptekenaar/cartoonist
- Mirjam van Hengel, Nederlands schrijfster, tijdschriftredactrice en programmamaakster
- Jan de Jong, Nederlands omroepbestuurder
- Malalai Kakar, Afghaans politiefunctionaris (overleden 2008)
- Dimitri Kneppers, Nederlands dj en producer
- Judith Koelemeijer, Nederlands schrijfster en journaliste
- Rabih Mroué, Libanees acteur en toneel- en filmmaker
- Caroline Slomp, hoogleraar mariene microbiologie
- Julia Serano, Amerikaanse lhbti-activiste, schrijfster en biologe

## Weerextremen in België
- 7 april: 30 cm sneeuw in de Hoge Venen.
- 30 mei: Neerslagtotaal van 76 mm in Landen.
- 25 juni: Tornado verwoest het dorp Oostmalle (Malle), in de provincie Antwerpen. Meer dan de helft van de 900 woningen in het dorp worden beschadigd, 117 woningen worden compleet verwoest.
- 1 augustus: in 24 uur 104 mm neerslag in Comblain-au-Pont.
- 14 september: in 24 uur 80 mm neerslag in Hermalle-sous-Huy (Engis).
- 17 oktober: Windstoten tot 147 km/h in Oostende en tot 122 km/h in het binnenland.
- 11 december: Minimumtemperatuur tot –13,8 °C in Koksijde.
- 13 december: 12 cm sneeuw in Koksijde.

Bron: KMI Gegevens Ukkel 1901-2003  met aanvullingen